# Атеїстичний рух у Білорусі
Атеїзм в Білорусі — сукупність громадян і неформальних об'єднань, які усвідомлюють себе нерелігійними. Згідно з Конституцією країни, Білорусь є світською державою, де релігія відділена від держави.

## Історія
Першим відомим атеїстом Білорусі є поляк Казимир Лищинський, який написав трактат «Про неіснування бога» і у майбутньому був спалений на багатті.
Особливу популярність атеїстичний рух в Білорусі придбав за часів Білоруської РСР, після «Декрет Раднаркому про відокремлення Церкви від держави», який підписав Володимир Ленін для всього СРСР. Декрет втратив чинність в 1990 році.
Самопроголошений президент Білорусі Олександр Лукашенко, за власними словами, є православним атеїстом, але всупереч цьому, він хотів організувати зустріч Папи Римського і Патріарха Російської Православної Церкви на території Білорусі у 2017 році. На що Патріарх відповів відмовою. Президент пояснив свій вчинок тим, що хотів зробити Білорусь «святою землею». Лукашенко зустрічався з Папою Римським (з Бенедиктом XVI у 2008 році та Франциском у 2016 році).
У 2016 році близько 250 жителів Вітебська чинили опір будівництву Православного храму на території парку. Це могло серйозно зашкодити парку та історичної цінності місця.

## Статистика
У 2013 році, судячи з соцопитуванням тільки 4 % білорусів вважають себе атеїстами, 8 % не відносять себе ні до якого віросповідання, і 3 % не змогли відповісти.